# 123 Batalion Wsparcia Brygady (USA)
123 Batalion Wsparcia Brygady (ang. 123rd Brigade Support Battalion) – batalion wsparcia Armii Stanów Zjednoczonych, aktualnie przydzielony do 3 Pancernej Brygadowej Grupy Bojowej „Bulldogs” 1 Dywizji Pancernej (3rd Armored Brigade Combat Team, 1st Armored Division).

## Struktura organizacyjna
Skład 2020
- dowództwo i kompania dowodzenia (HHC)
- kompania A
- kompania B
- kompania C
- kompania D dołączona do 2 szwadronu 13 pułku kawalerii (2-13 CAV)[2]
- kompania E dołączona do 2 batalionu inżynieryjnego (2 BEB)[3]
- kompania F dołączona do 4 batalionu 1 pułku artylerii polowej (4-1 FAR)[4]
- kompania G dołączona do 4 batalionu 6 pułku piechoty (4-6 INF)[5]
- kompania H dołączona do 1 batalionu 77 pułku pancernego (1-77 AR)[6]

## Historia
123 Main Support Battalion został po raz pierwszy aktywowany 1 stycznia 1942 w Fort Knox w  Kentucky jako 123 Maintenance Battalion i przydzielony do 1 Dywizji Pancernej. W listopadzie 1942 po intensywnym szkoleniu w Stanach Zjednoczonych i Irlandii, jednostka wylądowała w Afryce Północnej, rozpoczynając słynną historię 1 Dywizji Pancernej „Old Ironsides”.
123 Main Support Battalion zapewniał bezpośrednie wsparcie, remonty i zaopatrzenie, transport i wsparcie medyczne jednostkom dywizji działającym na tyłach wojsk. Jednostka wzięła udział w kampaniach w Algierii, Maroku Francuskim i Tunezji. Wspierając „Old Ironsides” walczyła we Włoszech, uczestnicząc w kampaniach Neapol-Foggia, Anzio, Rzym-Arno, Północne Apeniny i Nizina Padańska. Podczas kampanii Rzym-Arno w 1944 batalion za służbę na rzecz operacji wojskowych otrzymał Meritorious Unit Citation.
Po zakończeniu działań wojennych w 1945 batalion działał dalej na rzecz 1 Dywizji Pancernej w północnych Włoszech. 19 kwietnia 1946 po zakończeniu okupacji Włoch batalion powrócił do Camp Kilmer w stanie New Jersey i został dezaktywowany wraz z 1 Dywizją Pancerną.
Po wybuchu konfliktu koreańskiego w 1950 i reaktywacji 1 Dywizji Pancernej 7 marca 1951 w Fort Hood w Teksasie 123 Maintenance Battalion został ponownie wezwany do wsparcia dywizji, wykonując swoje zadania do 23 grudnia 1957, czyli do chwili zredukowania 1 Dywizji Pancernej do poziomu dowództwa bojowego w Fort Polk w Luizjanie. Batalion został dezaktywowany z wyjątkiem kompanii B, która wspierała dowództwo.
W lutym 1962 w związku z poważnymi napięciami na świecie 1 Dywizja Pancerna została ponownie aktywowana jako kompletna dywizja w Fort Hood. Spowodowało to reaktywację 123 Maintenance Battalion i przypisanie mu tradycyjnej roli wsparcia technicznego Dywizji. Wiosną 1971 batalion wraz z 1 DPanc. przeniesiony został do Niemiec w celu zastąpienia 4 Dywizji Pancernej.
W wyniku reorganizacji jednostek wsparcia na początku lat 80. XX wieku 123 Maintenance Battalion został dezaktywowany. 1 maja 1987 batalion został zreorganizowany, przeprojektowany i reaktywowany jako 123 Main Support Battalion, a w grudniu 1990 podczas Pustynnej Burzy ponownie wspierał 1 Dywizję Pancerną. Po powrocie z Azji Południowo-Zachodniej batalion został inaktywowany 22 listopada 1991 w Monteith Barracks w Fürth w Niemczech.
8 stycznia 1992 batalion został ponownie aktywowany, by grudniu 1995 w byłej Jugosławii wziąć udział w operacji Joint Endeavour wspierając 1 Dywizję Pancerną w operacjach pokojowych, które zakończyły walki w regionie. Batalion wrócił do Dexheim w Niemczech w grudniu 1996 i nadal udzielał wsparcia jednostkom 1 Dywizji Pancernej rozmieszczonym w Bośni i Hercegowinie. Pod koniec 2000 1 Dywizja Pancerna rozpoczęła transformację do modułowej struktury sił. W czerwcu 2007 roku 123 Main Support Battalion został dezaktywowany w ramach przekształcenia 1. Dywizji Pancernej w modułową strukturę sił armii amerykańskiej i wycofania Dywizji z Europy z powrotem do Stanów Zjednoczonych.

## Kampanie i wyróżnienia
- II wojna światowa
  - walki w Tunezji
  - kampania włoska
  - Operacja Shingle
  - Rzym-Arno
  - Apeniny Północne
  - Nizina Padańska
- Wojna w Bośni i Hercegowinie

### Odznaczenia
- Meritorious Unit Commendation